# George Duke

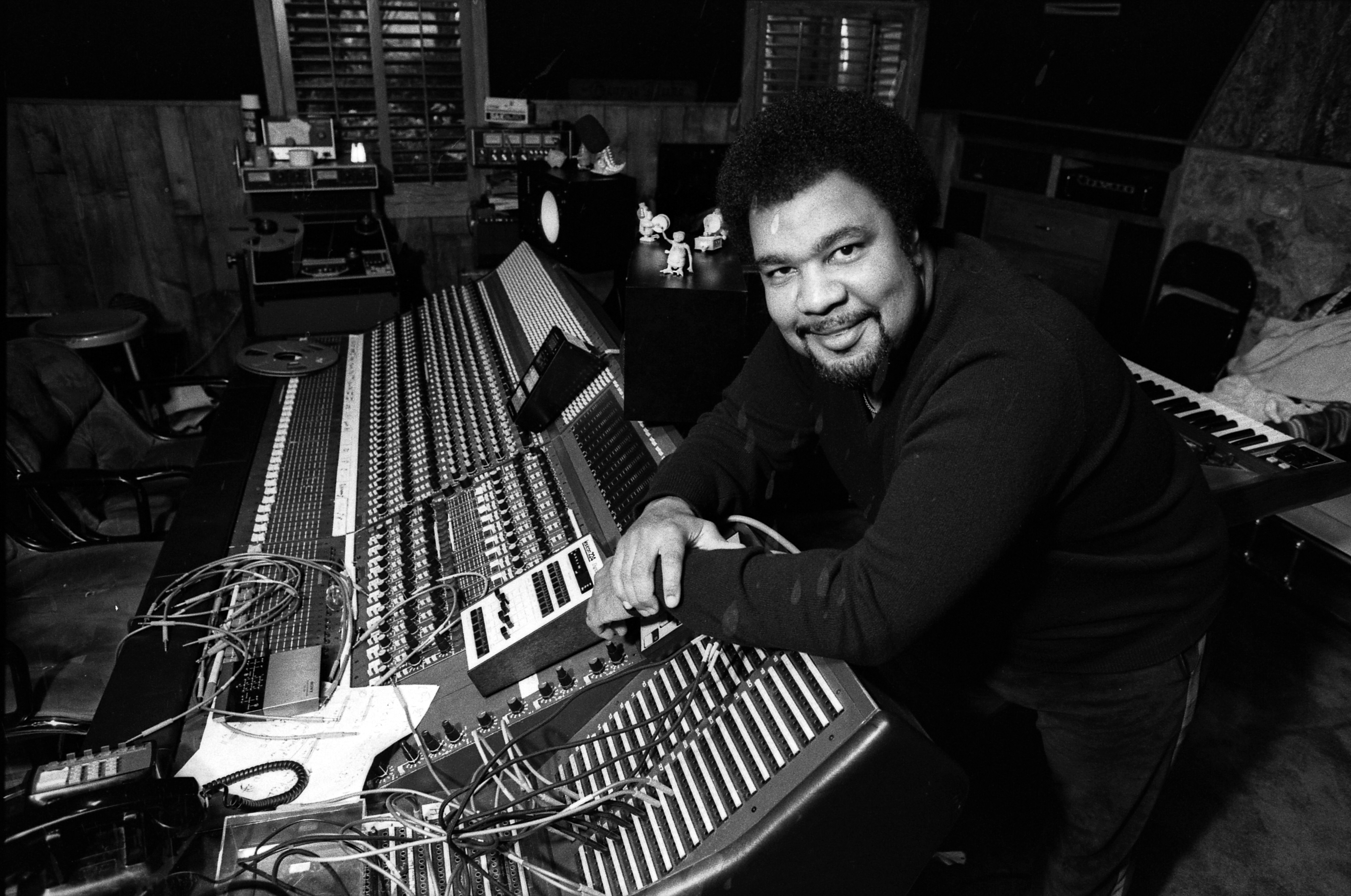
George Duke (1984)

George Duke (* 12. Januar 1946 in San Rafael, Kalifornien; † 5. August 2013 in Los Angeles) war ein US-amerikanischer Musiker (Keyboarder, Sänger, Arrangeur) und Produzent des Fusion-Jazz.

## Leben

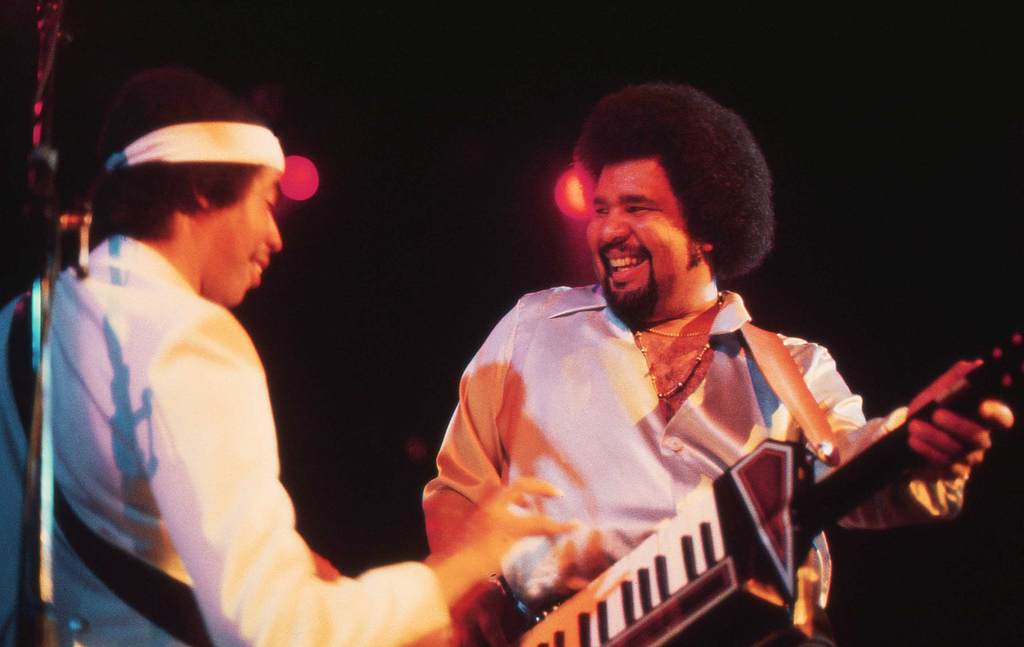
Bassist Stanley Clarke (links) und George Duke

Während seines Bachelorstudiums (Posaune, Komposition, Kontrabass) spielte er mit Al Jarreau in der Hausband des Half Note Club in San Francisco, die Gastsolisten wie Sonny Rollins, Dexter Gordon oder Letta Mbulu begleitete. Ab 1967 absolvierte er sein Kompositionsstudium an der San Francisco State University. In dieser Zeit leitete er ein Trio, mit dem er die Vokalgruppe Third Wave oder Solisten wie Dizzy Gillespie, Bobby Hutcherson und Jean-Luc Ponty begleitete und 1969 auf dem Newport Jazz Festival auftrat. 1970 war er Mitglied der Mothers of Invention von Frank Zappa und als Keyboarder auch auf Pontys Album King Kong: Jean-Luc Ponty Plays the Music of Frank Zappa tätig. 1971 und 1972 holte ihn Cannonball Adderley in sein Quintett, in dem er auch auf einigen LPs mitwirkte und auch auf Europatournee ging (Poppin’ in Paris: Live at l’Olympia 1972). Ab 1973 spielte er bis 1975 (mit kurzen Unterbrechungen) wieder bei Frank Zappa; daneben spielte er einige Alben für MPS ein. Dann leitete er gemeinsam mit Billy Cobham eine Fusion-Band. Weiterhin arbeitete er mit Stanley Clarke im Disco-Geschäft.

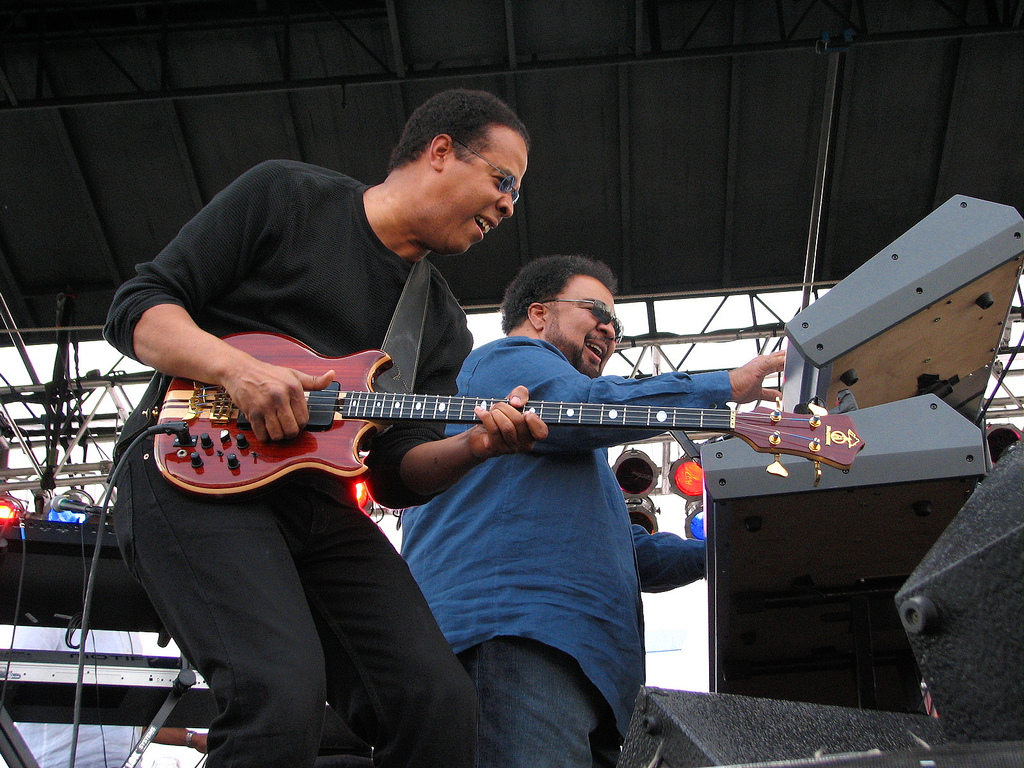
Stanley Clarke (links) und George Duke (2006)

Er war als Musikproduzent ab der zweiten Hälfte der 1970er Jahre tätig. Seinen Einstieg als Produzent hatte er mit dem 1977 produzierten Album Sweet Lucy von Raul de Souza, auf dem er bei drei Stücken Keyboards unter dem Pseudonym Dawilli Gonga spielt. Unter anderem war er für seine Cousine Dianne Reeves, den Fusion-Schlagzeuger Billy Cobham und den Sänger Al Jarreau tätig. Seit 2004 betrieb er sein eigenes Plattenlabel „BPM Records“. BPM steht für „Big Piano Music“. Duke sah die Aufgabe des Labels darin, die Kontrolle über die Musik dahin zu geben, wohin sie gehöre: zurück in die Hände der Musiker. Ebenfalls 2004 schrieb er den Soundtrack zu Ernest R. Dickersons Kriminalfilm Never Die Alone.
Zu seinen letzten Produktionstätigkeiten gehört ein Album mit Standards (A Time for Love) für den R&B-Sänger Jeffrey Osborne.
Duke starb mit 67 Jahren an Leukämie.

## Einflüsse
Als musikalische Einflüsse Dukes sind vor allem Miles Davis und der Soul-Jazz-Sound von Les McCann und Cal Tjader zu nennen. Duke wurde aber auch stark von Funk- und Soul-Musik geprägt.

## Diskografie

### Studioalben
| Jahr | Titel                              | Höchstplatzierung, Gesamtwochen, AuszeichnungChartplatzierungen (Jahr, Titel, Platzierungen, Wochen, Auszeichnungen, Anmerkungen) | Höchstplatzierung, Gesamtwochen, AuszeichnungChartplatzierungen (Jahr, Titel, Platzierungen, Wochen, Auszeichnungen, Anmerkungen) | Höchstplatzierung, Gesamtwochen, AuszeichnungChartplatzierungen (Jahr, Titel, Platzierungen, Wochen, Auszeichnungen, Anmerkungen) | Höchstplatzierung, Gesamtwochen, AuszeichnungChartplatzierungen (Jahr, Titel, Platzierungen, Wochen, Auszeichnungen, Anmerkungen) | Anmerkungen |
| Jahr | Titel                              | UK | US | R&B | Jazz | Anmerkungen |
| ---- | ---------------------------------- | --- | --- | --- | --- | ----------- |
| 1974 | Feel                               | — | US141 (6 Wo.)US | — | — |             |
| 1975 | The Aura Will Prevail              | — | US111 (10 Wo.)US | — | — |             |
| 1975 | I Love the Blues, She Heard Me Cry | — | US169 (6 Wo.)US | R&B36 (12 Wo.)R&B | — |             |
| 1976 | Liberated Fantasies                | — | US190 (2 Wo.)US | — | — |             |
| 1977 | From Me to You                     | — | US192 (3 Wo.)US | — | — |             |
| 1977 | Reach for It                       | — | US25 Gold · (24 Wo.)US | R&B4 (21 Wo.)R&B | — |             |
| 1978 | Don’t Let Go                       | — | US39 (14 Wo.)US | R&B5 (18 Wo.)R&B | — |             |
| 1979 | Follow The Rainbow                 | — | US56 (11 Wo.)US | R&B17 (11 Wo.)R&B | — |             |
| 1979 | Master of the Game                 | — | US125 (11 Wo.)US | R&B18 (19 Wo.)R&B | — |             |
| 1980 | A Brazilian Love Affair            | UK33 (4 Wo.)UK | US119 (9 Wo.)US | R&B40 (13 Wo.)R&B | — |             |
| 1982 | Dream On                           | — | US48 (12 Wo.)US | R&B17 (17 Wo.)R&B | — |             |
| 1983 | Guardian of the Light              | — | US147 (7 Wo.)US | R&B46 (7 Wo.)R&B | — |             |
| 1985 | Thief in the Night                 | — | US183 (5 Wo.)US | R&B52 (6 Wo.)R&B | — |             |
| 1986 | George Duke                        | — | — | R&B56 (10 Wo.)R&B | — |             |
| 1987 | Night After Night                  | — | — | R&B87 (7 Wo.)R&B | — |             |
| 1992 | Snapshot                           | — | — | R&B36 (37 Wo.)R&B | Jazz50 (1 Wo.)Jazz |             |
| 1995 | Illusions                          | — | — | R&B33 (22 Wo.)R&B | Jazz3 (32 Wo.)Jazz |             |
| 1997 | Is Love Enough                     | — | — | R&B65 (7 Wo.)R&B | Jazz4 (20 Wo.)Jazz |             |
| 1998 | After Hours                        | — | — | — | Jazz8 (20 Wo.)Jazz |             |
| 2000 | Cool                               | — | — | — | Jazz11 (11 Wo.)Jazz |             |
| 2002 | Face the Music                     | — | — | — | Jazz7 (21 Wo.)Jazz |             |
| 2005 | Duke                               | — | — | R&B76 (4 Wo.)R&B | Jazz6 (26 Wo.)Jazz |             |
| 2006 | In a Mellow Tone                   | — | — | — | Jazz9 (8 Wo.)Jazz |             |
| 2008 | Dukey Treats                       | — | US192 (1 Wo.)US | — | Jazz3 (20 Wo.)Jazz |             |
| 2010 | Déjà Vu                            | — | — | — | Jazz9 (15 Wo.)Jazz |             |
| 2013 | Dreamweaver                        | — | US74 (2 Wo.)US | — | Jazz2 (39 Wo.)Jazz |             |

Weitere Studioalben
- 1970: Save the Country
- 1971: Solus
- 1973: The Inner Source
- 1974: Faces in Reflection
- 1976: The 1976 Solo Keyboard Album
- 1984: Rendezvous

### Gemeinschaftsalben
| Jahr | Titel                  | Höchstplatzierung, Gesamtwochen, AuszeichnungChartplatzierungen (Jahr, Titel, Platzierungen, Wochen, Auszeichnungen, Anmerkungen) | Höchstplatzierung, Gesamtwochen, AuszeichnungChartplatzierungen (Jahr, Titel, Platzierungen, Wochen, Auszeichnungen, Anmerkungen) | Höchstplatzierung, Gesamtwochen, AuszeichnungChartplatzierungen (Jahr, Titel, Platzierungen, Wochen, Auszeichnungen, Anmerkungen) | Höchstplatzierung, Gesamtwochen, AuszeichnungChartplatzierungen (Jahr, Titel, Platzierungen, Wochen, Auszeichnungen, Anmerkungen) | Anmerkungen                       |
| Jahr | Titel                  | UK | US | R&B | Jazz | Anmerkungen                       |
| ---- | ---------------------- | --- | --- | --- | --- | --------------------------------- |
| 1976 | Live on Tour in Europe | — | US99 (9 Wo.)US | — | — | The Billy Cobham/George Duke Band |
| 1981 | Clarke/Duke Project    | — | US33 (23 Wo.)US | R&B7 (27 Wo.)R&B | — | mit Stanley Clarke                |
| 1983 | Clarke/Duke Project 2  | — | US146 (10 Wo.)US | R&B44 (11 Wo.)R&B | — | mit Stanley Clarke                |
| 1990 | 3                      | — | — | R&B52 (14 Wo.)R&B | — | mit Stanley Clarke                |

Weitere Gemeinschaftsalben
- 1966: George Duke Quartet Presented by the Jazz Workshop
- 1969: The Jean-Luc Ponty Experience with the George Duke Trio

### Livealben
| Jahr | Titel            | Höchstplatzierung, Gesamtwochen, AuszeichnungChartplatzierungen (Jahr, Titel, Platzierungen, Wochen, Auszeichnungen, Anmerkungen) | Höchstplatzierung, Gesamtwochen, AuszeichnungChartplatzierungen (Jahr, Titel, Platzierungen, Wochen, Auszeichnungen, Anmerkungen) | Höchstplatzierung, Gesamtwochen, AuszeichnungChartplatzierungen (Jahr, Titel, Platzierungen, Wochen, Auszeichnungen, Anmerkungen) | Höchstplatzierung, Gesamtwochen, AuszeichnungChartplatzierungen (Jahr, Titel, Platzierungen, Wochen, Auszeichnungen, Anmerkungen) | Anmerkungen |
| Jahr | Titel            | UK | US | R&B | Jazz | Anmerkungen |
| ---- | ---------------- | --- | --- | --- | --- | ----------- |
| 1993 | Muir Woods Suite | — | — | — | Jazz30 (4 Wo.)Jazz |             |

### Singles
| Jahr | Titel Album                                     | Höchstplatzierung, Gesamtwochen, AuszeichnungChartplatzierungen (Jahr, Titel, Album, Platzierungen, Wochen, Auszeichnungen, Anmerkungen) | Höchstplatzierung, Gesamtwochen, AuszeichnungChartplatzierungen (Jahr, Titel, Album, Platzierungen, Wochen, Auszeichnungen, Anmerkungen) | Höchstplatzierung, Gesamtwochen, AuszeichnungChartplatzierungen (Jahr, Titel, Album, Platzierungen, Wochen, Auszeichnungen, Anmerkungen) | Höchstplatzierung, Gesamtwochen, AuszeichnungChartplatzierungen (Jahr, Titel, Album, Platzierungen, Wochen, Auszeichnungen, Anmerkungen) | Höchstplatzierung, Gesamtwochen, AuszeichnungChartplatzierungen (Jahr, Titel, Album, Platzierungen, Wochen, Auszeichnungen, Anmerkungen) | Anmerkungen        |
| Jahr | Titel Album                                     | UK | US | R&B | Dance | Jazz | Anmerkungen        |
| ---- | ----------------------------------------------- | --- | --- | --- | --- | --- | ------------------ |
| 1977 | Reach for It                                    | — | US54 (6 Wo.)US | R&B2 (17 Wo.)R&B | — | — |                    |
| 1978 | Dukey Stick Don’t Let Go                        | — | — | R&B4 (19 Wo.)R&B | — | — |                    |
| 1978 | Movin’ On Don’t Let Go                          | — | — | R&B68 (4 Wo.)R&B | — | — |                    |
| 1979 | I Want You for Myself Master of the Game        | — | — | R&B23 (16 Wo.)R&B | Dance23 (18 Wo.)Dance | — | mit Lynn Davis     |
| 1979 | Say That You Will Follow the Rainbow            | — | — | R&B25 (15 Wo.)R&B | — | — |                    |
| 1980 | Brazilian Love Affair A Brazilian Love Affair   | UK36 (6 Wo.)UK | — | — | — | — |                    |
| 1981 | Sweet Baby The Clarke/Duke Project              | — | US19 (20 Wo.)US | R&B6 (19 Wo.)R&B | — | — | mit Stanley Clarke |
| 1981 | I Just Want to Love You The Clarke/Duke Project | — | — | R&B49 (8 Wo.)R&B | — | — | mit Stanley Clarke |
| 1982 | Shine On Dream On                               | — | US41 (9 Wo.)US | R&B15 (14 Wo.)R&B | Dance36 (8 Wo.)Dance | — |                    |
| 1982 | Ride on Love Dream On                           | — | — | R&B83 (3 Wo.)R&B | — | — |                    |
| 1983 | Reach Out Guardian of the Light                 | — | — | R&B59 (9 Wo.)R&B | — | — |                    |
| 1983 | Heroes The Clarke/Duke Project 2                | — | — | R&B37 (13 Wo.)R&B | — | — | mit Stanley Clarke |
| 1985 | Thief in the Night                              | UK89 (2 Wo.)UK | — | R&B37 (11 Wo.)R&B | Dance21 (7 Wo.)Dance | — | mit Lynn Davis     |
| 1986 | Broken Glass George Duke                        | — | — | R&B57 (7 Wo.)R&B | — | — |                    |
| 1986 | Good Friend George Duke                         | — | — | R&B60 (11 Wo.)R&B | — | — |                    |
| 1990 | Lady The Clarke/Duke Project 3                  | — | — | R&B68 (6 Wo.)R&B | — | — | mit Stanley Clarke |
| 1992 | No Rhyme, No Reason Snapshot                    | — | — | R&B30 (23 Wo.)R&B | — | — |                    |
| 1995 | Love Can Be So Cold Illusions                   | — | — | R&B78 (7 Wo.)R&B | — | — |                    |
| 2010 | What Goes Around Comes Around Déjà Vu           | — | — | — | — | Jazz26 (8 Wo.)Jazz |                    |
| 2013 | You Never Know Dreamweaver                      | — | — | — | — | Jazz14 (15 Wo.)Jazz |                    |

Weitere Singles
- 1975: Fools
- 1977: Scuse Me Miss
- 1977: Sing It
- 1977: You and Me
- 1978: The Way I Feel
- 1979: Every Little Step I Take
- 1979: Games
- 1979: Party Down
- 1979: I Am for Real (May the Funk Be with You)
- 1980: Pluck
- 1980: Summer Breezin’
- 1981: Finding My Way (mit Stanley Clarke)
- 1982: I Will Always Be Your Friend
- 1982: Dream On
- 1983: You’re The One
- 1983: Celebrate
- 1983: Born to Love You
- 1984: Secret Rendezvous
- 1985: I Surrender
- 1985: Love Mission
- 1989: Guilty
- 1989: Love Ballad
- 1992: 6 O’Clock
- 1992: Fame (mit Chanté Moore, Deniece Williams, Howard Hewett, Jeffrey Osborne, Keith Washington, Lori Perry, Phil Perry, Philip Bailey, Rachelle Ferrell & Jim Gilstrap)
- 1995: Life and Times
- 1997: Is Love Enough?
- 2005: T-Jam

### Gastbeiträge
| Jahr | Titel Album              | Höchstplatzierung, Gesamtwochen, AuszeichnungChartplatzierungen (Jahr, Titel, Album, Platzierungen, Wochen, Auszeichnungen, Anmerkungen) | Höchstplatzierung, Gesamtwochen, AuszeichnungChartplatzierungen (Jahr, Titel, Album, Platzierungen, Wochen, Auszeichnungen, Anmerkungen) | Anmerkungen                   |
| Jahr | Titel Album              | R&B | Jazz | Anmerkungen                   |
| ---- | ------------------------ | --- | --- | ----------------------------- |
| 2006 | The Total Experience –   | — | Jazz1 (28 Wo.)Jazz | Boney James feat. George Duke |
| 2008 | Whenever You’re Around – | R&B56 (20 Wo.)R&B | — | Jill Scott feat. George Duke  |
| 2014 | Bring Me Joy –           | — | Jazz5 (20 Wo.)Jazz | Al Jarreau feat. George Duke  |

### Videoalben
- 2004: Live in Tokyo Japan 1983
- 2007: Live at Montreux 1997

## Lexigraphischer Eintrag
- Wolf Kampmann (Hrsg.), unter Mitarbeit von Ekkehard Jost: Reclams Jazzlexikon. Reclam, Stuttgart 2003, ISBN 3-15-010528-5.